# Вельшенрор
Вельшенрор (нем. Welschenrohr) — деревня и бывшая коммуна в Швейцарии, в кантоне Золотурн. 
До 2020 года имела статус отдельной коммуны. 1 января 2021 года была объединена с коммуной Генсбруннен в новую коммуну Вельшенрор-Генсбруннен.
Входит в состав округа Таль. Население составляет 1154 человека (на 31 декабря 2007 года). Официальный код — 2429.